# We Love Disney
Pour l’article homonyme, voir We Love Disney (franchise).
Albums de Jenifer, Élodie Frégé, Nolwenn Leroy, Emmanuel Moire…
We Love Disney 2
(2014)
Singles
1. Un jour mon prince viendra interprété par Élodie Frégé
Sortie : 2 décembre 2013
2. Être un homme comme vous interprété par Ben l'Oncle Soul
Sortie : 10 décembre 2013
3. L'Air du vent interprété par Jenifer
Sortie : 20 décembre 2013

We Love Disney est un album appartenant à la franchise de même nom, contenant 17 chansons issues des bandes originales Disney, interprétées par des chanteurs et artistes français sorti le 2 décembre 2013.
À la suite du succès commercial de ce premier album, Universal a sorti un deuxième opus le 3 novembre 2014, avec pour premier single Tendre rêve, interprété par Alizée.

## Contexte
Cet album a pour but de rendre hommage à l'univers musical de Walt Disney Pictures grâce aux reprises de plusieurs chansons issues de ses films par des artistes français,. Le projet a été initié par Disney Music Group (sous l’impulsion créative de Boualem Lamhene, vice-président de la division française de Disney Character Voices International) et mené par le label Mercury/Universal, qui a développé son partenariat avec le Disney Music Group depuis le 20 mars 2013 en partageant les producteurs et compositeurs pour les artistes sous contrat et les futures productions Disney.

## Singles
Le premier single de l'album est Un jour mon prince viendra, interprété par Élodie Frégé.
Un deuxième single Être un homme comme vous, interprété par Ben l'Oncle Soul, est aussi publié.
Un dernier single est envoyé aux radios, L'Air du vent interprété par Jenifer[source secondaire souhaitée].

## Suites et déclinaisons
À la suite du succès commercial de ce premier album, Universal a sorti un deuxième opus le 3 novembre 2014, avec pour premier single Tendre rêve, interprété par Alizée.
En 2015, la Franchise a été déclinée à l’international. Une version américaine a vu le jour et comprend des titres interprétés par Ne-Yo, Gwen Stefani, Ariana Grande, Jason Derulo, Fall Out Boy ou Jessie J.
En 2016, une version latine de ce projet a vu le jour et comprend des titres interprétés par Eros Ramazzotti, Ana Torroja, Alejandro Fernández, Alejandro Sanz ou Belanova.

## Liste des pistes
1. Un jour mon prince viendra (Blanche-Neige et les Sept Nains) par Élodie Frégé
2. Quand on prie la bonne étoile (Pinocchio) par Nolwenn Leroy
3. Supercalifragilistic (Mary Poppins) par Al.Hy et Arié Elmaleh
4. Être un homme comme vous (Le Livre de la jungle) par Ben l'Oncle Soul
5. Il en faut peu pour être heureux (Le Livre de la jungle) par Michaël Youn
6. Tout le monde veut devenir un cat (Les Aristochats) par Thomas Dutronc et Laura Smet
7. La Belle et la Bête (La Belle et la Bête) par Garou et Camille Lou
8. Prince Ali (Aladdin) par Alex Beaupain
9. Ce rêve bleu (Aladdin) par Olympe et Joyce Jonathan
10. Je suis ton meilleur ami (en) (Aladdin) par Arié Elmaleh
11. L'Histoire de la vie (Le Roi lion) par Zaho
12. L'Amour brille sous les étoiles (Le Roi lion) par Christophe Willem
13. Hakuna matata (Le Roi lion) en collégiale
14. L'Air du vent (Pocahontas : Une légende indienne) par Jenifer
15. Rien qu'un jour (Le Bossu de Notre-Dame) par Emmanuel Moire
16. Au bout du rêve (en) (La Princesse et la Grenouille) par Rose
17. Libérée, délivrée (La Reine des neiges) par Anaïs Delva

## Classement
L'album s'est vendu à 209 000 exemplaires en France, ce qui lui a permis d'atteindre la quatorzième place des meilleures ventes d'albums en France, en 2014.
| Classement (2013-2014)       | Meilleure position |
| ---------------------------- | ------------------ |
| Belgique (Wallonie Ultratop) | 2                  |
| France (SNEP)                | 2                  |
| Suisse (Schweizer Hitparade) | 8                  |